# Ігумново (Кстовський район)
Ігумново (рос. Игумново) — село в Кстовському районі Нижньогородської області Російської Федерації.
Населення становить 168 осіб. Входить до складу муніципального утворення Чернишихинська сільрада.

## Історія
Від 2009 року входить до складу муніципального утворення Чернишихинська сільрада.

## Населення
| 2002 | 2010 |
| ---- | ---- |
| 211  | ↘168 |